# Itéa (Phocide)
Pour les articles homonymes, voir Itea.
Itéa (grec moderne : Ιτέα) est une ville située dans le dème de Delphes, dans le district régional de Phocide, dans la périphérie de Grèce-Centrale, en Grèce.
Selon le recensement de 2021, elle compte 4 546 habitants.